# 웨인 슝
웨인 슝(1981년 6월 18일 ~ )은 미국 변호사이자 활동가이다. 슝은 동물권 연대체 ‘어디에서나 직접 행동(디엑스이)’의 공동 설립자이다. 디엑스이를 만들기 전에, 웨인은 다음과 같은 사람이었는데 그것은 로펌인 디엘에이 파이퍼 그리고 스텝토 앤 존슨에서 변호사, 노스웨스턴 대학교 로 스쿨에서 설 펠로우 그리고 방문 조교수, 그리고 매사추세츠 공과대학에서 국립과학재단 지원의 대학원생이다.
동물 학대를 조사하기 위해 그리고 개인 소유의 동물을 구출하기 위해 공장식 농장에 침입하는 것이라는, 그의 투쟁 때문에, 그는 두 건의 중범죄로 기소되었고; 다른 재판에서 60년 징역형에 그는 처해있다. 가장 중대한 사건에서, 징역형에서 자유로운 합의를 슝은 제안받았는데, 그가 조사했던 회사, 스미스필드 식품을 그가 비난하지 않는 조건으로 그랬는데; 그와 공동 변호인 폴 피클시머는 그 제안을 거부했고 2022년 10월의 재판 후에 무죄선고를 받았다. 슝은 동물권 문제에 대부분 집중했던, 2020년 캘리포니아 버클리 시장에 출마했고, 24퍼센트 득표해서, 현직 시장인 제시 아르귄에 패했다.

## 유년기와 교육
슝은 인디애나에서 자랐다. 1970년대에 타이완에서 그의 부모는 이주했다. 수년 간 생체해부와 관련해서 그의 아버지는 일했는데, 그것은 슝에게 지속적인 영향을 남겼고 그가 동물권 활동가가 되도록 동기를 주었다. 그는 또한 패티 마크, ‘동물 해방 빅토리아’의 설립자에 의해 영향을 받았다.
슝은 그가 16살 때 드파우 대학교에 들어갔는데, 정치학 학사 학위로 2001년에 시카고 대학을 졸업하면서 말이다. 매사추세츠 공과대학에서 경제학을 공부하기 위해서 그는 국립과학재단 졸업 장학금을 받았지만, 복수학위/박사학위를 따기 위해 그의 1년 후에 그는 휴학했다. 행동법경제학에의 관심으로 시카고 대학 로 스쿨에 그는 입학했다. 졸업 후에, 일 년 동안 방문 조교수로 노스웨스턴 프리츠커 로 스쿨에서 슝은 가르쳤다.

## 경력

### 법
변호사로, 슝은 환경 운동에 관련되었고 에릭 포스너와 마크 더건과 공부했다. 비인간 동물에의 기후 변화의 영향에 대한 분석을 그는 공동저술했는데 행동법경제학 학자 카스 선스타인과 함께 말이다.

### 어디에서나 직접 행동
2015년 1월에, 캘리포니아 페탈루마에 있는 휴메인 인증을 받은 달걀 농장에 대한 “공개 구조/조사”를 슝은 조직했다. 슝과 어디에서나 직접 행동 활동가들은 날카로운 철조망 위로 기어올라갔는데 달걀 농장에 들어가서 다음과 같은 동물 학대 의혹에 대한 동영상을 찍기 위해서 그랬는데 그것은 감금, 스트레스로 인한 핥는 행동 반복, 그리고 물 부족이다. 2015년 1월에, 디엑스이는 슝에 의해 해설되는 동영상을 공개했는데 그것은 암탉을 구출하는 그와 다른 활동가들을 보여주었다. 동영상에 붓기를 그리고 없어진 날개를 가지고 있는 새들이 있었다. 이 암탉들은 페탈루마 농장의 “가두지 않는” 달걀 농장으로부터 왔는데, 그것은 ‘홀 푸즈’와 ‘오거닉 밸리’에의 주요한 서해안 쪽의 공급 농장이다. 슝은, 해설자로서, 그 주위의 “악취,” “오물,” 그리고 “절망”에 대해 언급한다. 그는 다음과 같은 것을 가진 것으로 보이는 많은 새들을 보여주는데 그것은 붓기, 없어진 날개, 그리고 쳐발라진 똥인데, 비록 몇몇 새들은 드러나는 건강 문제를 가지지 않지만 말이다. 활동가들은 극적으로 한 마리의 부상입은 새를 구출하는데, 한 활동가가 다른 사람에게, 울타리 너머로 그 새를 넘겨주면서, 그리고 버클리의 수의사에게 그 새를 빨리 옮기면서 그리하는데, 그 사람은 그 새가 비정상적인 모양이라고 말한다.
2016년 4월에, 악명높은 위린 개 고기 축제의 지역인, 중국 위린에 슝과 두 명의 다른 디엑스이 활동가가 갔는데, 동물 학대를 기록하기 위해서였다. 한 편의 동영상에서, 개들이 그들이 두들겨 맞아 죽을 때 소리를 질렀다. 그 시설에서 세 마리의 개를 슝과 두 명의 다른 디엑스이 활동가들은 데리고 갔다. 슝은 그가 다음과 같은 행위를 당했다고 주장하는데 그것들은 세 마리의 개에 대한 절도로 중국에서 구타 당했고 연행되었고, 이틀 동안 잡혀있었고, 다음에 추방되었다는 것이다.
2017년에, 슝은, 네 명의 다른 디엑스이 활동가와 함께, 유타의 스미스필드 식품에 의해 소유된 돼지 농장을 조사했고 그 시설에서 두 마리의 아기돼지를 구출했다. 에프비아이 요원들이 이 아기돼지를 찾도록 급파되었고 두 곳의 유타와 콜로라도의 동물 보호 시설을 수색했다. 그 수색(활동가에 의해 “공습”이라고 불리는)에 대한 목격자는 다음과 같이 말했는데 그것은 실종된 아기돼지를 대한 수색의 일부분으로 그 시설에 있는 돼지로부터 디엔에이 표본을 채취했다는 것이다. 디엔에이 표본을 얻기 위해서, 에프비아이와 동행하는 주 정부 수의사가 한 곳의 동물 보호 시설에 있는 새끼돼지의, 이 인치에 가까운 귀를 잘라냈다. 슝은 유타에서 다음의 것으로 기소되었는데 그것은 중범죄(주거침입에, 가축 절도에, 그리고 불법 행위의 행태에 이른 것)이고 이 스미스필드 식품 농장에서의 “동물 학대에 대한 조사”와 관련한 경범죄 폭동 혐의이다. ‘인터셉트’의 언론인 글렌 그린월드는 다음과 같이 보도했는데 그것은 그 사건을 기소한 변호인이 스미스필드에 금전적인 유착을 가짐에 따라서, 그 기소가 정치적으로 동기를 가졌다는 것이다.
2018년 4월 24일에, 홀 푸즈에서, 콜로라도 볼더에서 “신체적인 상해를 가하려고 위협하는 것”으로 연행되고 기소되었는데 홀 푸즈의 육류 제품의 공급처에 대해서 그 가게에서 질문을 한 후에 말이다. 음악가 모비는 다음과 같은 동영상을 인스타그램에 올렸는데 그것은 홀 푸즈가 “사람들이 질문을 하도록 허용되지 않는 위헌적 경찰 왕국을 지지하[고 있]”는지 묻는 것이었다.
2018년 5월에, 슝과 다른 활동가들은 샌타 로자 달걀 농장 시설 안으로 걸어들어갔고, 새끼닭들을 구출했고, 몸 전체에 걸친 동물 학대, 학살, 그리고 신체적 손상을 보여주는 긴 분량의 동영상을 촬영했다. 슝은 그의 행동들과 디엑스이의 그것들이 합법적이라고 주장했는데, 시설의 소유주들과 노동자들에게 합법이라는 의견을 전달하면서 그랬는데 그들이 그와 활동가들이 떠나도록 요구했을 때 말이다. 그 의견은 다음과 같은데 그것은 캘리포니아 형법 법전 법령 597의 E부분과 관습법의 긴급피난의 원칙은 특정한 상황에서 아프고 죽어가는 동물의 구조를 허락한다는 것이고, 디엑스이가 조사했던 상업 시설을 포함해서 말이다. 그 의견은 법정에서 다루어지지 않았다. 슝과 ‘어디에서나 직접 행동’은 이것을, 그리고 많은 다른 행동들을, “공개 구조”로 명명했다.
2018년 9월 29일에 다른 대규모 행동이 나타났는데, 그때는 슝을 포함한 활동가들이 캘리포니아 페탈루마에 있는 ‘페탈루마 가금류’ 안으로 걸어들어가서 다음과 같은 어린 닭들에게 물을 주었을 때였고 닭들은 활동가들이 주장하기를, 부상을 당해서 그들 스스로 물에 더 이상 걸어서 접근할 수 없는 닭들이었다. 동물에 대해 보살피는 “의료 기관”으로서 천막을 활동가들이 설치했는데, 부상을 당한 새들에 대해 물, 음식 그리고 또한 의료적 처치를 그들에게 주면서 말이다. 현장의 의료 천막을 설치하고 몇몇 새들을 치료한 후에, 죽어있고 살아있는 동물을 데리고 활동가들이 농장을 떠나기 시작했는데, 잠정적으로 가장 치료를 필요로 했던 것들을 데리고 가면서 말이다. 약 40명의 순경과 한 대의 헬리콥터와 함께 경찰이 현장에 도착했고, 활동가들을 체포했했고 동물 통제소에 동물을 넘겨주었다. 활동가들이 농장으로부터 한 마리의 암탉을 데려가서 치료를 하게끔 경찰이 허용했지만, 다양한 중범죄 음모, 중범죄 주거침입, 그리고 경범죄 침입 혐의로 58명의 활동가들이 연행되었다.
슝은 또한 많은 다른 유명한 투쟁과 사건에 참여해왔는데, 가장 유명하게도 2016년 9월에 샌프란스스코 자이언츠와 엘에이 다더즈의 야구 경기에 대한 방해가 있었고 그것은 전국 방송에서 자이언츠 선수 앤젤 페이건에 의해서 슝이 태클당하는 것으로 이어졌다. 그는 또한 2016년 민주당 대통령 후보 예비선거 기간에 대통령 유세에서의 일련의 투쟁에 대한 유명한 대변인이었는데 동물 사육에 대한 그 후보들의 지지에 대한 투쟁이었다.
슝은 또한 많은 대학에서 사회적 행동주의와 동물권에 대한 많은 강연을 해왔다. 2014년 11월에, 웨인 슝은 유씨 버클리에서 초청 연사였는데, 거기서 그는 “사회 변화에 대해 우리가 안다고 생각하는 모든 것이 거짓이라면 어떨까?”라는 제목의 강연을 했다. 2019년 1월에, 슝은 다음과 같은 제목의, 스탠포드 대학 로 스쿨에서의 강연을 했는데 그것은 “법을 그것을 깨면서 변화시키는 것: 행동주의, 동물 복지, 그리고 법에 대한, 디엑스이 창립자 웨인 슝과의 대화”였다.
2021년 12월에, 노스 캐롤라이나, 트랜실바니아 카운티에서 두 건의 중범죄, 절도와 주거침입에 대해 유죄로 확정되었다. 15 에이커 넓이의 농장에서 새끼 염소에 대한 공개 구조에 그 기소는 근거했다. 슝은 공판에서 스스로 변호했고, 그는 24 개월의 보호 관찰로 선고 유예를 받았고 도난당한 염소의 값으로 농부에게 250 미국달러를 물도록 요구되었다.

### 버클리 동물권 센터
2017년에, 슝은 버클리 동물권 센터의 설립에 관련되었는데, 동물권에 중점을 두는, 미국의 첫 지역사회 센터이다. 슝은 또한 캘리포니아 버클리에서 열리는 동물 해방 연례 행사의 발언자이어왔다.

### 2020 버클리 시장 선거
2020년 4월 3일에, 슝은 그가 버클리 시장으로 출마할 것이라고 발표했다. 동물권에 집중하는 동시에, 그의 공약은 또한 다음의 것들을 포함했는데 그것은 잘 이용되지 않는 기업 재산을, 노숙을 하는 개인을 위한 영구적 지원주택으로 바꾸는 것; 버클리의 탄소 중립 시점을 2025년으로 앞당기는 것; 녹지에 기반한, 보행자에 특화된, 그리고 화석 연료를 쓰지 않는 “녹색 구역”을 만드는 것; 잠정적으로 폭력적인 법치 기관으으로부터, 지역사회 건강과 지원[기관]으로, 버클리 경찰서를 바꾸는 것이다. 슝은 10,522 표(24 퍼센트)를 받았지만 29,229표(65 퍼센트)를 받은 현직 시장인 제시 아르귄에게 패했다.

## 사생활
슝은 두 마리의 개, 리사와 올리버, 그리고 조안이라는 이름이 붙은 한 마리의 고양이를 가지고 있다. 그는 중국 위린에서 올리버를 구출했는데, 거기서 올리버는 위린 개 고기 축제에서 도살당하려고 했었다.
슝은 ‘기후 보호 프로젝트’의 이사회에 있는데, 그것은 환경 운동가를 대표하고 환경 영향[에 대한] 법적 소송을 추구한다.